# Horní Ves (Pelhřimovi járás)
Horní Ves település Csehországban, a Pelhřimovi járásban. Horní Ves Horní Dubenky, Batelov, Jihlávka, Počátky és Horní Cerekev településekkel határos. Lakosainak száma 326 fő (2024. január 1.).

## Népesség
A település lakosságának változását az alábbi diagram mutatja:
| Lakosok száma | 633  | 653  | 752  | 510  | 395  | 288  | 295  | 305  | 309  | 326  |
|               | 1869 | 1900 | 1921 | 1961 | 1980 | 2011 | 2016 | 2019 | 2021 | 2024 |